# گیرمو کوریا
 گیرمو کوریا (انگلیسی: Guillermo Coria؛ زاده ۱۳ ژانویهٔ ۱۹۸۲) یک تنیس‌باز اهل آرژانتین است.